# 10969 Перріман
10969 Перріман (10969 Perryman) — астероїд головного поясу, відкритий 13 травня 1971 року.
Тіссеранів параметр щодо Юпітера — 3,291.